# 摔角 (全民運動會)
摔角，或稱相偃，是一種競技運動，為中華民國全民運動會的正規競賽項目。其競賽目的在於以各種技法摔倒對手，但不必進行類似角力、柔道的壓制動作。

## 體重分級
成年男、女子摔角比賽時依體重各分成十級，其餘各級在學學生亦有其不同之分級方式。比賽時運動員可選擇向上越一級參賽，但應於報名時註明。
- 男子組體重分級：
  - 第一級：50.04公斤以下。
  - 第二級：50.05公斤─55.04公斤。
  - 第三級：55.05公斤─60.04公斤。
  - 第四級：60.05公斤─65.04公斤。
  - 第五級：65.05公斤─70.04公斤。
  - 第六級：70.05公斤─75.04公斤。
  - 第七級：75.05公斤─80.04公斤。
  - 第八級：80.05公斤─90.04公斤。
  - 第九級：90.05公斤─100.04公斤。
  - 第十級：100.05公斤以上。
- 女子組體重分級：
  - 第一級：46.04公斤以下。
  - 第二級：46.05公斤─50.04公斤。
  - 第三級：50.05公斤─54.04公斤。
  - 第四級：54.05公斤─58.04公斤。
  - 第五級：58.05公斤─62.04公斤。
  - 第六級：62.05公斤─66.04公斤。
  - 第七級：66.05公斤─70.04公斤。
  - 第八級：70.05公斤─80.04公斤。
  - 第九級：80.05公斤─90.04公斤。
  - 第十級：90.05公斤以上。

## 得分標準
以下情形得5分：
- 將對方抓離地後摔倒，並使其軀幹或頭部著地，而自己仍保持站立者。

以下情形得3分：
- 將對方軀幹或頭部摔倒著地，而自己仍保持站立者。
- 使對方有雙手、雙膝或一手一膝同時著地，而自己仍保持站立者。
- 將對方摔倒在地，但本身同時有一手、或一膝著地者。
- 將對方摔倒在地，但本身相繼倒地；或同時倒下，但本身未著地且壓在對方身上者。
- 連續動作實施過程中，本身頭部先著地者，即為失敗，不論是否摔倒對方，判對方得3分。

運動員一方有下列情形之一者，對方得1分：
- 本身失去平衡，有一手或一膝著地者。
- 本身雙手先後觸地，但立即起身平衡者。
- 在場邊比賽時，如有一方雙足跨出場外，即為出界；而對方無任何一足在場外時[1]

## 勝負判定
每場比賽結束後，以得分多者獲勝。若比賽時間結束前，雙方得分差距已達8分，立即判得分多者勝。若雙方得分相同，則
警告、勸告次數較少者勝。若警告、勸告次數皆相同，則得高分次數較多者為勝。若得高分次數亦相同，判最後得分者勝。若雙方皆未得分時，則判先受警告、勸告處分者負。若雙方皆無任何記錄時，依運動員攻擊精神或技術表現，由場上裁判員及側裁判員共同判定之。

## 停辦
2010年間於中華民國摔角協會理事長黃清政先生任期內，因該協會常年國內賽事的停息與國際拓展的不順利，是年全民運動會籌備委員會宣佈停辦摔角項目。

## 另見
- 角力，中華民國全國運動會項目
- 中国式摔跤